# Torre Negra
La Torre Negra és una masia romànica fortificada que data de l'any 1145, creada com a fortalesa per defensar l'àmbit territorial del monestir de Sant Cugat del Vallès (Vallès Occidental), i que va ser reconstruïda entre els segles xiv i xv. Està inclosa en l'Inventari del Patrimoni Arquitectònic de Catalunya. Des de l'any 1842 fins al 2021 romangué en les mans privades de la família Rabadà.
El gener de 2022 l'Ajuntament de Sant Cugat oficialitzà la compra de la històrica masia. Actualment l'edifici és de propietat municipal i s'estan planejant els seus futurs usos un cop sigui remodelat. El consistori ja ha avançat que té la intenció d'obrir Torre Negra a la ciutadania.

## Descripció
És un edifici d'aspecte fortificat, antigament fou un lloc de defensa. Té una planta quadrangular i tres pisos d'alçada amb la torre quadrada adossada en un dels angles de l'edifici. Aquesta s'obre a l'exterior en el pis superior per una sèrie de finestres quadrades. Algunes finestres de la façana principal són geminades. La façana és de pedra. La porta d'entrada de punt rodó i està adovellada. Damunt s'obre un gran balcó rematat amb pedra. El teulat és de teula àrab i de forma inclinada.

## Història

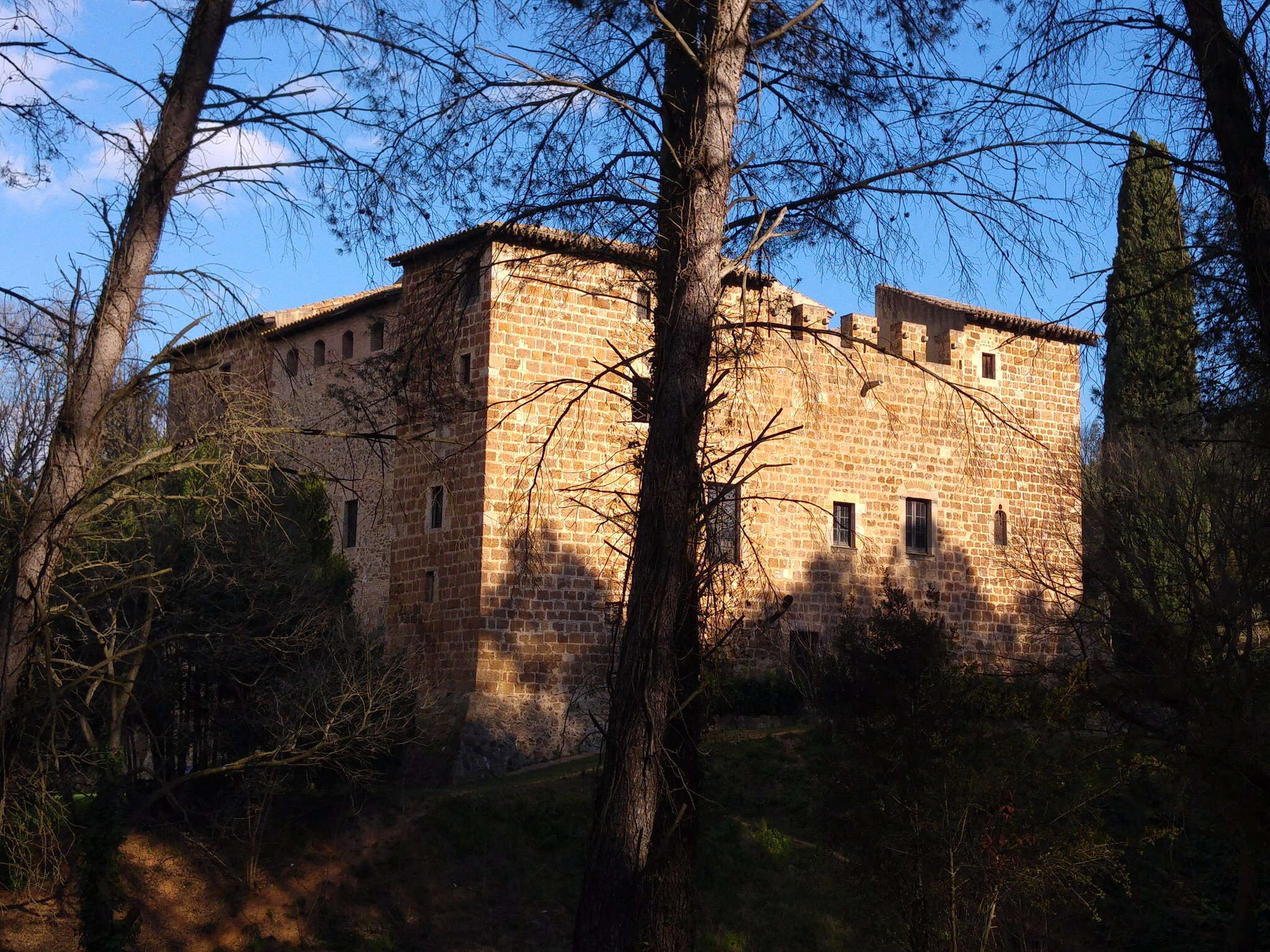
Vista de Torre Negra

Té els seus orígens en una fortalesa del castell Ricard erigit pel monestir de Sant Cugat per a la defensa del territori. Els seus primers amos, els Vilanova, eren feudataris del monestir (1145). A la segona meitat del segle xiii els Vilanova entroncaren amb els Laceras. Poc després la casa dels Vilanova va ésser venuda als Palou que volien instituir jurisdicció pròpia prescindint del monestir i fundant la Quadra de Vilanova. Això va promoure molts plets entre els Palou i el monestir. El 1432 els monjos s'oposaren que es continués la construcció de la fortalesa, però va continuar. L'antiga noble mansió reedificada es denominà Torre de Vilanova o Torre de Palou. El monestir adquirí la plena possessió de "la torre Negra" al segle xviii, nom amb què es designà a partir de llavors degut a la tonalitat fosca de les seves pedres. Després de la compra per part del marqués de Rupit, de nou s'altera l'estructura.